# Liste des gares et stations des CEN
 (janvier 2022).
Si vous disposez d'ouvrages ou d'articles de référence ou si vous connaissez des sites web de qualité traitant du thème abordé ici, merci de compléter l'article en donnant les références utiles à sa vérifiabilité et en les liant à la section « Notes et références ».
La liste des gares et stations des CEN recense les gares et stations de la Société des Chemins de fer économiques du Nord (CEN). 

## Types de bâtiments
Sur ses réseaux, la compagnie emploie des modèles standardisés de bâtiments voyageurs bien qu'il existe également des bâtiments à l'architecture unique.
| Type              | Utilisation                                                              | Description | Illustration                                       |
| ----------------- | ------------------------------------------------------------------------ | --- | -------------------------------------------------- |
| Type 1a & Type 1b | Nord et Pas-de-Calais à l'exception de la ligne Saint-Amand - Hellemmes. | Gare en R+1, en briques ou pierre enduite de trois travées. - Type 1a, comportant côté voies au rez-de-chaussée une porte au centre, deux fenêtres et trois fenêtres à l'étage. Les façades latérales comportent d'un côté une double porte au rez-de-chaussée et un œil-de-bœuf aveugle (en briques) à l'étage et de l'autre deux portes au rez-de-chaussée et une baie à l'étage. - Type 1b, dotée d'une halle à marchandise et pouvant comporter sur sa façade côté voies au rez-de-chaussée trois portes. Les baies (portes et fenêtres) sont par ailleurs surmontées de plates-bandes à clé. | Play · Pause · Stop · Précédent · Suivant · Select |
| Type 2            | Nord et Pas-de-Calais à l'exception de la ligne Armentières - Halluin.   | Aubette en briques ou pierre enduite de trois travées. La façade côté voies comporte deux portes en extrémités et une fenêtre au centre, les façades latérales comportent chacune une fenêtre. Les baies (portes et fenêtres) sont toutes surmontées de plates-bandes comportant une clé. |                                                    |
| Type 3            | Isère et Haute-Savoie                                                    | Gare en R+1 à trois travées. |                                                    |
| Type 4            | Isère                                                                    | Aubette à trois travées avec une porte et deux fenêtres. |                                                    |
| Type 5            | Haute-Savoie                                                             | Gare en R+1. |                                                    |

Divers autres types de bâtiments standardisés sont utilisés (toilettes, château d'eau...).

## Liste des dépôts, gares et stations

### Réseau du Nord
Type : type de bâtiment, voir ici pour la description des bâtiments.
État : D démolie, E existant.
| Illustration | Nom                | Arrêt   | Commune   | Type | Ligne(s)                | État | Remarques |
| ------------ | ------------------ | ------- | --------- | ---- | ----------------------- | ---- | --------- |
|              | Bousbecque         | Gare    |           | 1a   | Armentières - Halluin   | D    |           |
|              | Bouvines           | Station |           | 2    | Saint-Amand - Hellemmes | E    |           |
|              | Deûlémont          | Gare    |           | 1a   | Armentières - Halluin   | E    |           |
|              | Frelinghien        | Gare    |           | 1a   | Armentières - Halluin   | E    |           |
|              | Houplines Nouvelle | Gare    | Houplines | 1a   | Armentières - Halluin   | E    |           |
|              | Wervicq            | Gare    |           | 1a   | Armentières - Halluin   | D    |           |

### Réseau du Pas-de-Calais
Type : type de bâtiment, voir ici pour la description des bâtiments.
État : D démolie, E existant.
| Illustration | Nom                                | Arrêt   | Commune                     | Type | Ligne(s)                              | État | Remarques                                                                 |
| ------------ | ---------------------------------- | ------- | --------------------------- | ---- | ------------------------------------- | ---- | ------------------------------------------------------------------------- |
|              | Audenfort                          | Station | Clerques                    | 2    | Boulogne - Bonningues                 | E    |                                                                           |
|              | Avesnes-le-Comte                   | Gare    | Avesnes-le-Comte            | 1b   | Lens - Frévent                        | D    |                                                                           |
|              | Belle-et-Houlefort                 | Gare    | Belle-et-Houlefort          | 1a   | Boulogne - Bonningues                 | E    |                                                                           |
|              | Camblain-l'Abbé                    | Gare    |                             | 1a   | Lens - Frévent                        | E    |                                                                           |
|              | Carency                            | Station |                             | 2    | Lens - Frévent                        | E    |                                                                           |
|              | Colembert                          | Gare    | Colembert                   | 1a   | Boulogne - Bonningues                 | D    |                                                                           |
|              | Conteville                         | Gare    | Conteville-lès-Boulogne     | 1a   | Boulogne - Bonningues                 | E    |                                                                           |
|              | Estrée-Wamin                       | Gare    | Estrée-Wamin                | 1a   | Lens - Frévent                        | E    |                                                                           |
|              | Herbinghen Hocquinghen             |         | Herbinghen et Hocquinghen   | 2    | Boulogne - Bonningues                 | E    |                                                                           |
|              | Izel-les-Hameaux                   | Gare    | Izel-lès-Hameaux            | 1a   | Lens - Frévent                        | E    |                                                                           |
|              | La Capelle                         | Gare    | La Capelle-lès-Boulogne     | 1b   | Boulogne - Bonningues                 | E    |                                                                           |
|              | Le Portel                          | Gare    | Le Portel                   | 1a   | Boulogne - Le Portel (cf. secondaire) | D    |                                                                           |
|              | Le Wast Alinchtun                  | Gare    | Alincthun                   | 1a   | Boulogne - Bonningues                 | E    |                                                                           |
|              | Licques                            | Gare    | Licques                     | 1b   | Boulogne - Bonningues                 | E    |                                                                           |
|              | Liencourt Station                  | Station |                             | 2    | Lens - Frévent                        |      |                                                                           |
|              | Liévin                             | Gare    | Liévin                      | 1b   | Lens - Frévent                        | D    | Bâtiment d'origine (type 1b) détruit pendant la première guerre mondiale. |
| u            | Liévin                             | Gare    | Liévin                      |      | Lens - Frévent                        | D    | Bâtiment d'origine (type 1b) détruit pendant la première guerre mondiale. |
|              | Longueville                        | Gare    | Longueville (Pas-de-Calais) | 1a   | Boulogne - Bonningues                 | D    |                                                                           |
|              | Noyelle-Vion                       | Gare    | Noyelle-Vion                | 1a   | Lens - Frévent                        | E    |                                                                           |
|              | Outreau Ave-Maria                  | Station | Outreau                     | 2    | Boulogne - Le Portel (cf. secondaire) | D    |                                                                           |
|              | Pernes                             | Station | Pernes-lès-Boulogne         | 2    | Boulogne - Bonningues                 | D    |                                                                           |
|              | Rebreuve-sur-Canche                | Station | Rebreuve-sur-Canche         | 2    | Lens - Frévent                        | D    |                                                                           |
|              | Saint-Martin-Boulogne Gare         | Gare    | Saint-Martin-Boulogne       | 1b   | Boulogne - Bonningues                 | D    |                                                                           |
|              | Saint-Martin-Boulogne La Madeleine | Station | Saint-Martin-Boulogne       | 2    | Boulogne - Bonningues                 | D    |                                                                           |
|              | Souchez                            | Gare    |                             | 1a   | Lens - Frévent                        | E    |                                                                           |
|              | Surques                            | Gare    | Surques                     | 1a   | Boulogne - Bonningues                 | E    |                                                                           |
|              | Villers-au-Bois                    | Gare    |                             | 1a   | Lens - Frévent                        | E    |                                                                           |